# Nico (cantante rumana)
Nicoleta Matei (Ploiești, 1 de febrero de 1970), más conocida por su nombre artístico Nico, es una cantante y celebridad rumana. Ella representó, junto con Vlad, a Rumanía en Eurovisión 2008.

## Biografía
Nico comenzó a cantar desde que era una niña. En 1990 se graduó de 'La Escuela de Arte Popular' y a partir de 1996 asistió a varios concursos de canto rumano, ganando muchos premios. Es conocida por haber colaborado con varios artistas de hip hop rumano, como Morometzii (en 1999), Cabron (2003), Puya, Blat Jerga y Codu Penal. 

## Discografía
- Gand pentru ei
- Asa cum vrei
- Cast Away

## Eurovision 2008
Nico, con Vlad Miriţă, ganó la selección nacional (Bucarest, Rumania); cantaron «Pe-o Margine de lume» en la final el 24 de mayo en Belgrado.